# Ferrovia Minami-Aso
La Ferrovia Minami-Aso (南阿蘇鉄道?, Minami-Aso Tetsudō) è una compagnia ferroviaria giapponese del terzo settore che gestisce la linea Takamori, un'ex linea di trasporto locale designata dalle Ferrovie Nazionali Giapponesi, nella prefettura di Kumamoto. La sua sede principale è nella città di Takamori ed è finanziata dai governi locali lungo la linea, compreso il villaggio di Minamiaso e la città di Takamori.

## Storia
L'azienda è stata fondata il 1° aprile 1985. Il 1° aprile 1986 ha rilevato la linea Takamori dalle Ferrovie Nazionali Giapponesi.
Il 14 aprile 2016 tutte le operazioni sulla linea sono sospese a causa del terremoto di Kumamoto. Il 31 luglio dello stesso anno sono riprese le operazioni tra Nakamatsu e Takamori.
Il 10 marzo 2023 il Ministero del Territorio, delle Infrastrutture, dei Trasporti e del Turismo ha approvato il Piano di attuazione della ristrutturazione dell'attività ferroviaria in vista della riapertura dell'intera linea. La ferrovia Minami-Aso è stata operatore ferroviario di tipo 1, proprietario delle strutture e del trasporto passeggeri sulla linea Takamori, ma con questa approvazione la ferrovia sarà separata in due entità distinte, con la ferrovia Minami-Aso come operatore ferroviario di tipo 2 per il trasporto passeggeri e l'organizzazione di gestione della ferrovia come operatore ferroviario di tipo 3 proprietario delle strutture, a partire dal 1º aprile dello stesso anno. Il 15 luglio l'intera linea viene ripristinata.

## Linee ferroviarie
La compagnia gestisce una sola linea.
- Linea Takamori (高森線?): Tateno - Takamori (17,7 km, 9 stazioni)

## Materiale rotabile
- Serie MT-3000 (3010)
- Serie MT-4000 (4001-4004) - Prodotto nel 2022. L'introduzione di questo tipo ha sostituito i vecchi tipi MT-2000 e MT-3000 (3001).
- Serie DB16 (DB1601/1602) - Una locomotiva utilizzata per trainare il treno filobus "Yusuge" (ゆうすげ号?).
- Serie Tora 700 (Tora 70001/Tora 70002) - Utilizzato come vagone passeggeri sul treno filobus "Yusuge".
- Serie TORA200 (TORA20001).

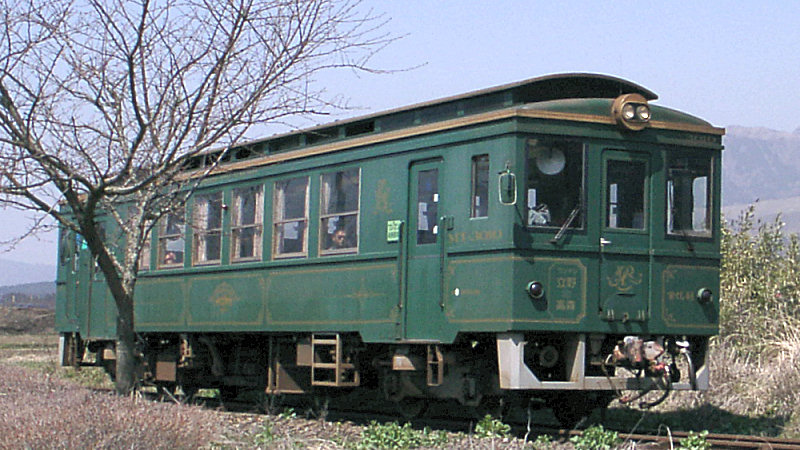
MT-3000
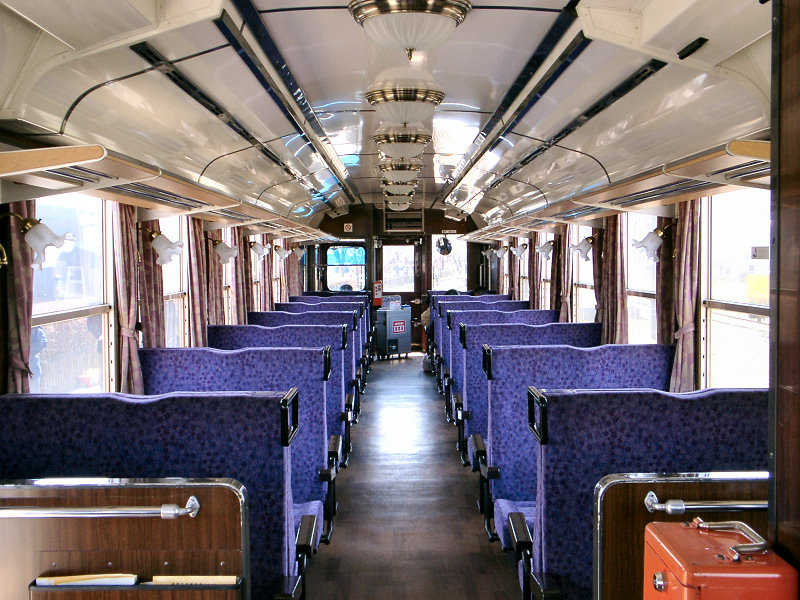
MT-3000
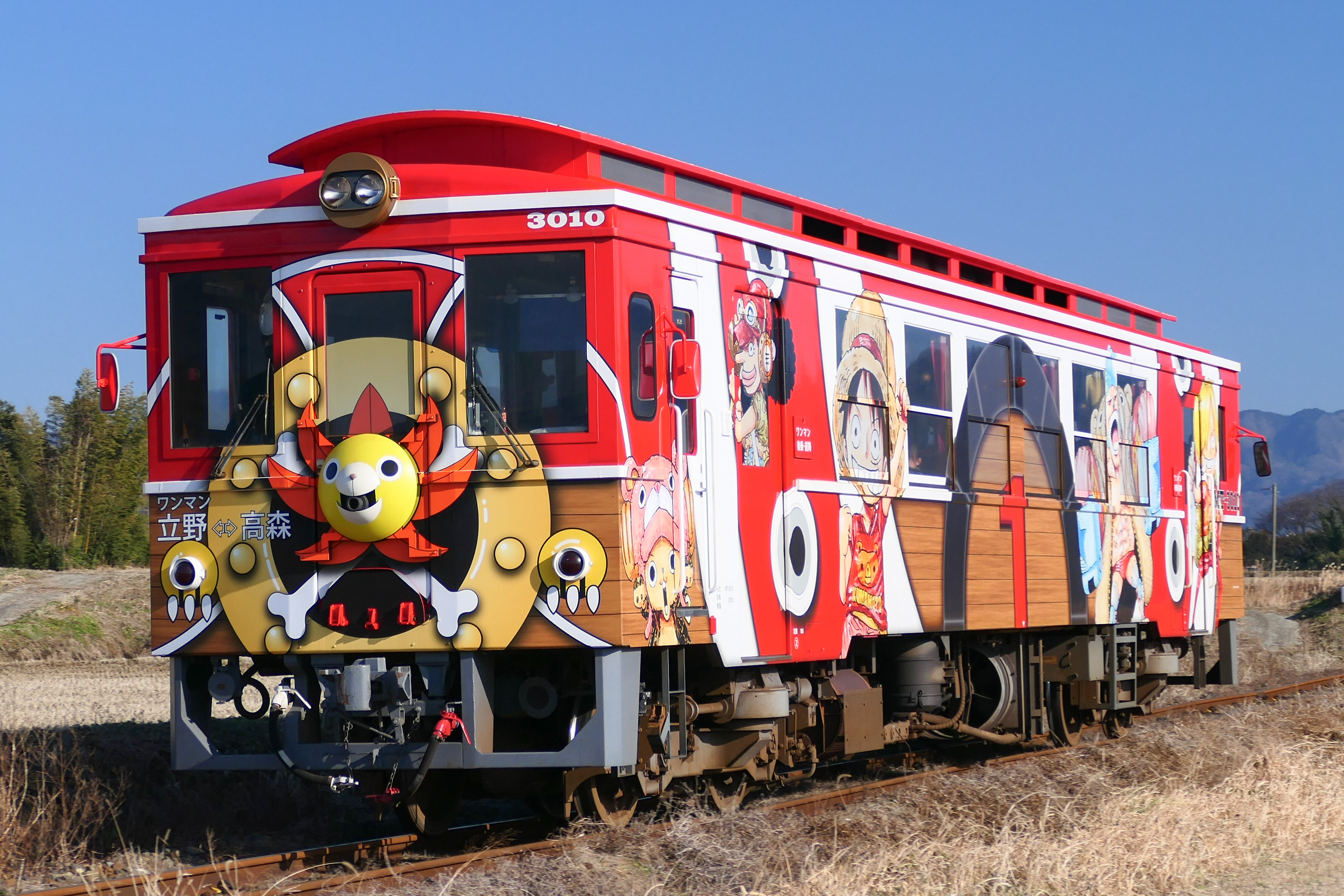
MT-3000 Treno del sole (サニー号トレイン?)
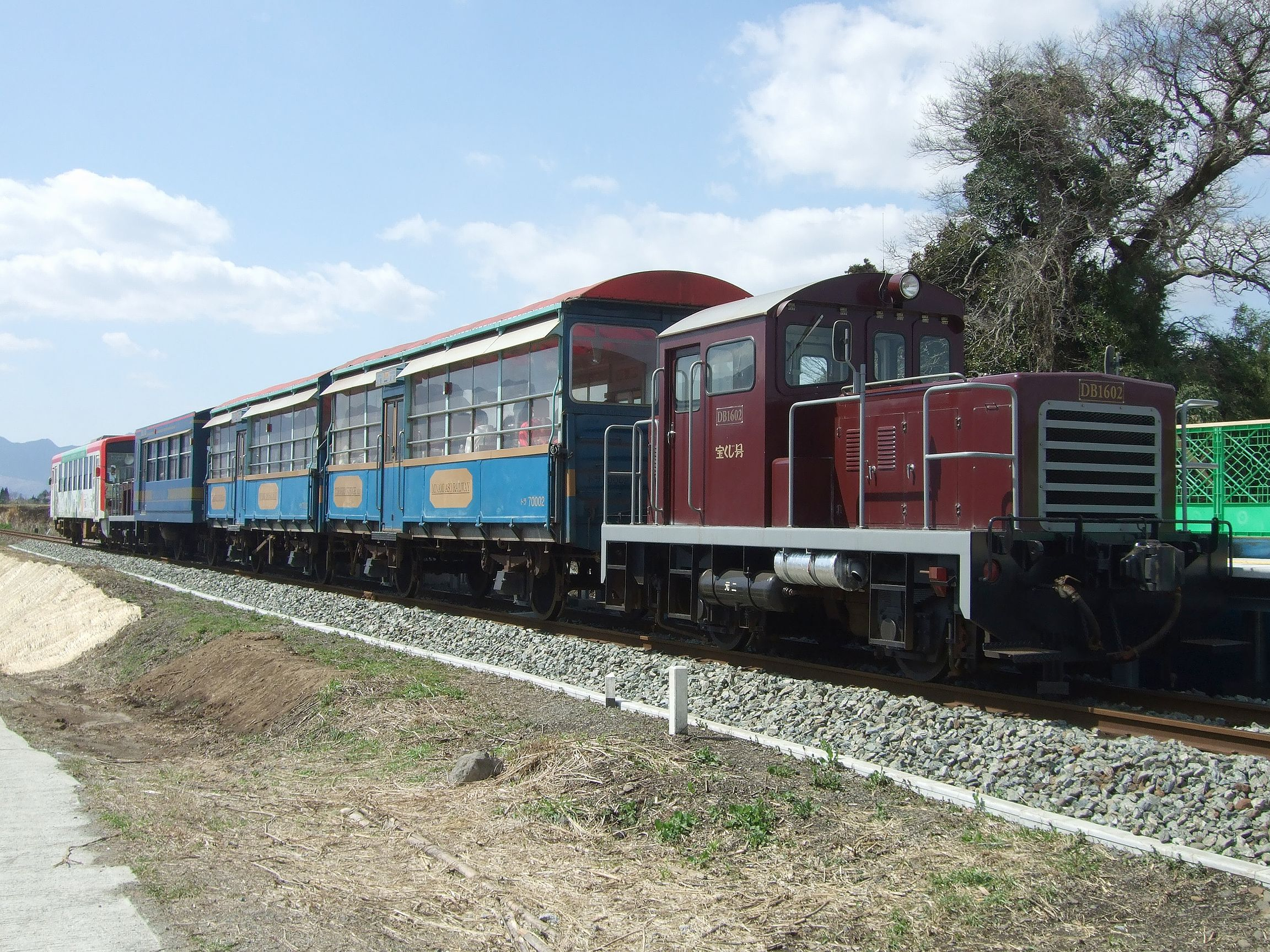
Serie DB16 Yusuge
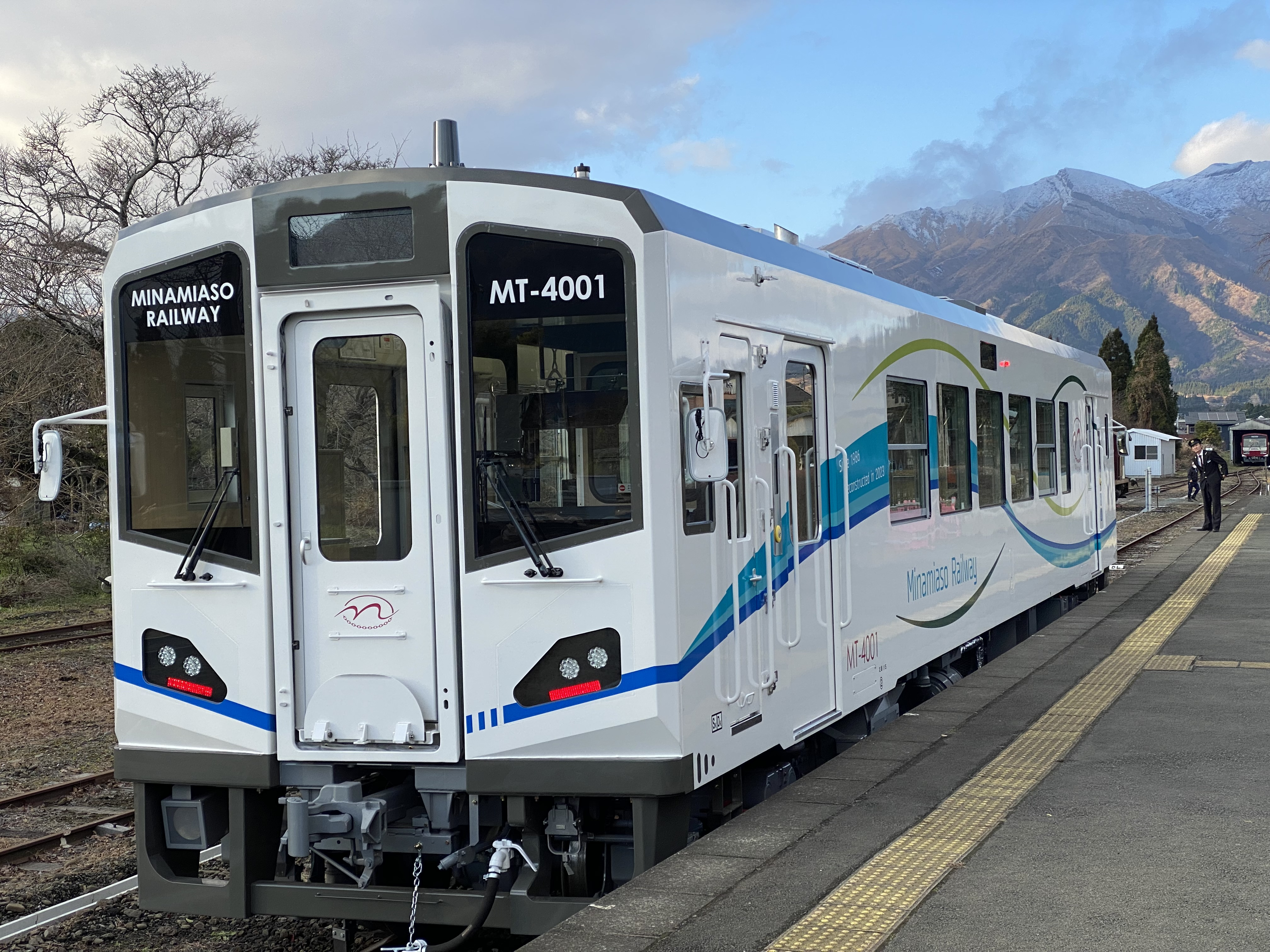
MT-4000